# Клепари (Куявсько-Поморське воєводство)
Клепари (пол. Klepary, нім. Ernsthausen) — село в Польщі, у гміні Ґневково Іновроцлавського повіту Куявсько-Поморського воєводства.
Населення — 130 осіб (2011).
У 1975-1998 роках село належало до Бидгощського воєводства.

## Демографія
Демографічна структура станом на 31 березня 2011 року:
|          | Загалом | Допрацездатний вік | Працездатний вік | Постпрацездатний вік |
| -------- | ------- | ------------------ | ---------------- | -------------------- |
| Чоловіки | 61      | 11                 | 44               | 6                    |
| Жінки    | 69      | 16                 | 42               | 11                   |
| Разом    | 130     | 27                 | 86               | 17                   |